# حملة نزع السلاح النووي
حملة نزع السلاح النووي هي منظمة تدافع عن نزع السلاح النووي من جانب المملكة المتحدة ونزع السلاح النووي الدولي وتشديد التنظيم الدولي للأسلحة من خلال اتفاقيات مثل معاهدة عدم انتشار الأسلحة النووية.

## المهام
تعارض العمل العسكري الذي قد يؤدي إلى استخدام الأسلحة النووية أو الكيميائية أو البيولوجية وبناء محطات الطاقة النووية في المملكة المتحدة.

## البدايات
بدأت حملة نزع السلاح النووي في نوفمبر 1957 عندما تم تشكيل لجنة، حيث نظمت اللجنة أول اجتماع عام لـ حملة نزع السلاح النووي في قاعة الميثودية المركزية في وستمنستر في 17 فبراير 1958.
ومنذ ذلك الاجتماع، استمرت حملة نزع السلاح النووي بشكل دوري في طليعة حركة السلام في المملكة المتحدة. تدعي حملة نزع السلاح النووي أنها أكبر حملة سلام منفردة في أوروبا. بين عامي 1959 و 1965، نظمت مسيرة ألدرماستون، التي عقدت خلال عطلة عيد الفصح في لندن.